# Pierre Klossowski
Pierre Klossowski (n. 9 august 1905, Paris - d. 12 august 2001, Paris) a fost un scriitor francez, traducător și artist. El a fost fiul cel mare al artiștilor Erich Klossowski și Baladine Klossowska și fratele său mai mic a fost pictorul Balthus. Michel Foucault a menționat într-o scrisoare către Klossowski aprecierea sa că „La Monnaie Vivante” este cartea cea mai sublimă a erei noastre.

## Biografie
Născut la Paris, Pierre Klossowski a fost fratele mai mare al artistului Balthazar Klossowski, cunoscut sub numele de Balthus. Părinții lor au fost istoricul de artă Erich Klossowski și pictorița Baladine Klossowska. Tatăl său, Erich Klossowski, a fost un polonez de origine germană. Mama lui, Baladine Klossowska, s-a născut ca Elisabeth Dorothea Spiro în Breslau, Prusia (acum Wroclaw, Polonia). Deși familia a negat orice moștenire evreiască, un jurnalist polonez a relatat că Baladine s-a născut într-o familie de evrei ortodocși cu origini belaruse.
Pierre Klossowski a scris volume despre marchizul de Sade și Friedrich Nietzsche, o serie de eseuri despre figuri literare și filozofice, și cinci romane. El a tradus mai multe texte importante (de Ludwig Wittgenstein, Martin Heidegger, Friedrich Hölderlin, Franz Kafka, Nietzsche, și Walter Benjamin), în limba franceză, a lucrat la filme și a fost, de asemenea, un artist, care a ilustrat multe dintre scenele romanelor sale.
Prin cartea sa „Nietzsche et le cercle vicieux”, publicată în anul 1969, a influențat foarte mulți filozofi francezi, cum ar fi Michel Foucault, Gilles Deleuze și Jean-François Lyotard.

## Principalele scrieri
- Sade mon prochain, Paris, Éditions du Seuil, 1947
- La Vocation suspendue, Paris, Gallimard, 1950
- Les Lois de l'hospitalité (La Révocation de l'Édit de Nantes, Roberte, ce soir, Le Souffleur), Paris, Gallimard, coll. Le Chemin, 1965
- Roberte, ce soir, Paris, Éditions de Minuit, 1953
- La Révocation de l'édit de Nantes, Paris, Éditions de Minuit, 1959
- Le Souffleur ou le Théâtre de la société, Paris, Jean-Jacques Pauvert, 1960
- Le Bain de Diane, Paris, Jean-Jacques Pauvert, 1956
- Un si funeste désir, Paris, Gallimard, 1963
- Le Baphomet, Paris, Mercure de France, 1965
- Nietzsche et le cercle vicieux, Paris, Mercure de France, 1969
- La Monnaie vivante, photographies de Pierre Zucca, Paris, 1970
- Les Derniers Travaux de Gulliver suivi de Sade et Fourier, Montpellier, Fata morgana, 1974
- La Ressemblance, 1984

## Film
Klossowski, de asemenea, a aparut în filmul lui Robert Bresson, Au hasard Balthazar în rolul lui Miller.